# Bizarros

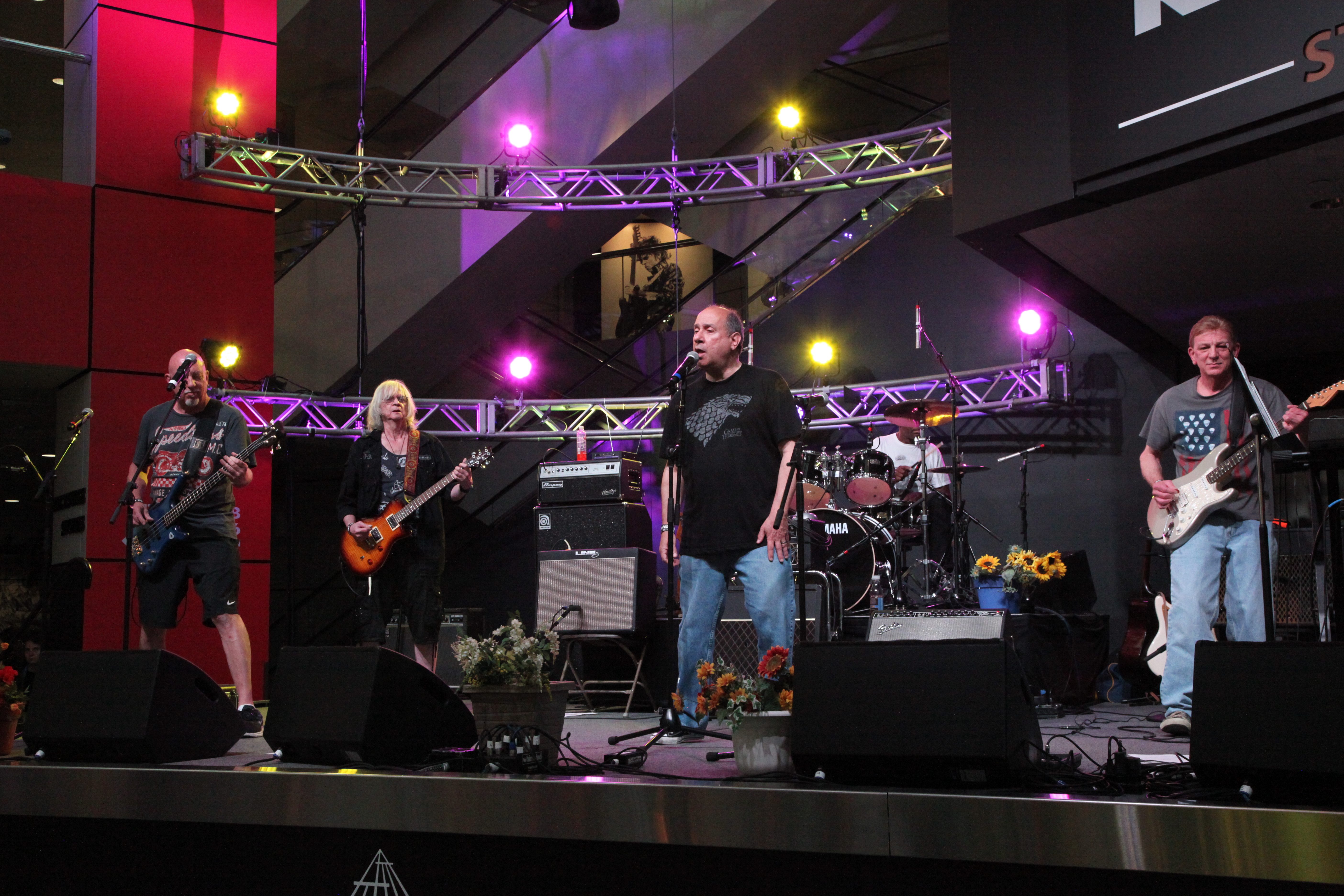
The Bizarros, 2016

The Bizarros sind eine 1976 gegründete Punk-Rock-Band aus Akron, Ohio. Akron war einer der Hauptstandorte der amerikanischen Gummi- und Reifenindustrie, die von der Rezession der späten 1970er Jahre ebenso betroffen war, wie dies etwa für die von der Autoproduktion geprägte Motor-City Detroit galt.
Benannt ist die Band nach den Gegenspielern von Superman in den einschlägigen DC Comics. Die Gründungsmitglieder der Band waren Nick Nicholis (Lead-Gesang), Terry Walker (Bass, Keyboard, Gitarre, Viola), Jerry Parkins (Lead-Gitarre, Gesang), Don Parkins (Bass, Gitarre, Gesang) und Rick Garberson (Schlagzeug). An die Stelle von Rick Garberson trat später Martyn Flunoy.
The Bizarros waren von Bands wie Velvet Underground, Roxy Music und auch The Doors beeinflusst, stehen jedoch in ihrem direkteren Vortragsstil auch der frühen, noch dem 60ies Garagen Sound etwa der Seeds oder Sonics verpflichteten Schule des Ohio Punkrock nahe.
Diese Orientierung an dem Mainstream der Zeit eher fernen Bands mag sich auf verschiedene Faktoren zurückführen lassen: Zum einen das Angebot an Non-Mainstream Angeboten infolge der entstehenden College Radios, zum anderen die Existenz eines relativ stabilen "Undergrounds" infolge der jugend- und gegenkulturellen Strömungen der späten 60er auch abseits der Metropolen. Gerade Ohio gilt von seiner Sozialstruktur her als "as American as applepie" und war somit ein bevorzugtes Testgebiet für Marktforschungen. Auch Musikproduktionen wurden vor ihrer landesweiten Markteinführung hier getestet. Somit war hier auch das Radioangebot reichhaltiger und differenzierter als in anderen Regionen.
Der Beginn der eher kurzen Karriere der Bizarros fiel in die Ära eines außergewöhnlich starken überregionalen Interesses an Bands aus den Industriestädten Ohios, das als Ohio-Hype in den späten 1970er Jahren durch die US-amerikanische Musikpresse geisterte. Am prägnantesten formulierten den Geist dieser Bands die ebenfalls aus Akron stammenden Rubber City Rebels, die sangen:
"East Coast / West Coast / you can jump into the sea / we don't need no ocean / we've got industry"
Die 1979 erschienene Akron Compilation, auf der neben den Bizarros auch z. B. Tin Huey, The Waitresses oder die Rubber City Rebels vertreten waren, dokumentiert den Höhepunkt des überregionalen Interesses an der Akron-Szene. Der weitere Werdegang der Bizarros wurde von diesem Hype aber eher behindert als gefördert. Nach Abflauen des Hypes um diese Bands aus der vermeintlichen "musikalischen Provinz" am Rande des Mittelwestens gelang es kaum einer von ihnen, sich von einem Image zu befreien, das geprägt war von einer Festlegung auf "working-class-style" treibenden Rock und Texten voll beißendem Humor. So verlief sich auch die musikalische Karriere der Bizarros zusammen mit der etlicher ihrer Landsmänner und -frauen in den frühen 80ern.
Heute geben die nach wie vor existierenden Bizarros gelegentlich Konzerte, vorwiegend in Ohio.

## Diskografie
- 1976: Lady Dubonette/I Bizarro 7" (Gorilla)
- 1977: From Akron (Clone)
- 1978: Bizarros 7" (Clone)
- 1979: Bizarros LP (Mercury)
- 1979: Akron Compilation (Stiff)
- 1980: The Cube / Underground 7" (Sordide / Frankreich)
- 1981: Bowling Balls From Hell Vol. 2 (Clone)
- 1983: Trouser Press Presents the Best of America Underground (ROIR)

Die meisten dieser Tonträger sind vergriffen, jedoch antiquarisch oder bei Ebay zu finden.